# Plongeon aux Jeux olympiques d'été de 2012 – Tremplin à 3 mètres hommes
Navigation
Pékin 2008 Rio de Janeiro 2016
L'épreuve du tremplin à 3 mètres hommes des Jeux olympiques d'été de 2012 a lieu le 6 et 7 août au London Aquatics Centre.

## Médaillés
| Or            | Argent  | Bronze   |
| Ilia Zakharov | Qin Kai | He Chong |

## Qualification
Pour cette épreuve, les qualifiés directs sont les douze finalistes de cette épreuve lors des Championnats du monde de natation 2011, les 5 champions continentaux dans cette épreuve et au maximum 18 demi-finalistes de la coupe du monde de plongeon 2012. Aussi, certains plongeurs ont obtenu leurs places par invitation. Chaque nation peut qualifier au maximum 2 plongeurs par épreuve individuelle.

## Format de la compétition
La compétition a lieu en trois phases. Lors des éliminatoires, les 34 plongeurs exécutent 6 plongeons et les 18 meilleurs se qualifient pour les demi-finales. Lors de cette demi-finale, les 18 plongeurs restants exécutent de nouveau six plongeons, les scores des qualifications sont effacés et 12 meilleurs participent à la finale. Enfin, lors de la finale, les 12 plongeurs exécutent six plongeons avec cette fois-ci les scores des demi-finales sont effacés.

## Résultats
En vert les finalistes.
| Rang                                | Plongeur              | Pays            | Qualification   | Qualification   | Demi-finales    | Demi-finales    | Finale          | Finale          | Finale          | Finale          | Finale          | Finale          | Finale          | Finale          |
| Rang                                | Plongeur              | Pays            | Points          | Rang            | Points          | Rang            | Plongeon 1      | Plongeon 2      | Plongeon 3      | Plongeon 4      | Plongeon 5      | Plongeon 6      | Points          | Rang            |
| ----------------------------------- | --------------------- | --------------- | --------------- | --------------- | --------------- | --------------- | --------------- | --------------- | --------------- | --------------- | --------------- | --------------- | --------------- | --------------- |
| Médaille d'or, Jeux olympiques      | Ilia Zakharov         | Russie          | 507.65          | 1               | 505.60          | 2               | 85.00           | 91.00           | 89.25           | 86.70           | 99.45           | 104.50          | 555.90          | 1               |
| Médaille d'argent, Jeux olympiques  | Qin Kai               | Chine           | 451.60          | 11              | 500.35          | 3               | 81.00           | 86.70           | 96.25           | 91.80           | 96.90           | 89.10           | 541.75          | 2               |
| Médaille de bronze, Jeux olympiques | He Chong              | Chine           | 500.90          | 2               | 510.15          | 1               | 72.00           | 81.60           | 89.25           | 85.00           | 98.80           | 97.50           | 524.15          | 3               |
| 4                                   | Patrick Hausding      | Allemagne       | 477.15          | 4               | 485.55          | 6               | 76.50           | 75.95           | 87.75           | 76.50           | 94.50           | 94.35           | 505.55          | 4               |
| 5                                   | Troy Dumais           | États-Unis      | 486.60          | 3               | 490.55          | 5               | 83.70           | 84.15           | 76.50           | 81.60           | 88.40           | 88.40           | 498.35          | 5               |
| 6                                   | Yahel Castillo        | Mexique         | 475.25          | 5               | 499.65          | 4               | 86.70           | 85.00           | 95.00           | 89.25           | 72.00           | 64.75           | 492.70          | 6               |
| 7                                   | Ethan Warren          | Australie       | 441.50          | 15              | 456.85          | 11              | 72.00           | 68.20           | 91.20           | 86.70           | 89.25           | 81.60           | 488.95          | 7               |
| 8                                   | Illya Kvasha          | Ukraine         | 470.25          | 6               | 478.60          | 7               | 78.20           | 68.40           | 79.20           | 82.25           | 67.50           | 86.70           | 462.25          | 8               |
| 9                                   | Chris Mears           | Grande-Bretagne | 436.05          | 18              | 461.00          | 9               | 72.00           | 58.50           | 74.25           | 78.20           | 56.10           | 100.70          | 439.75          | 9               |
| 10                                  | Yeoh Ken Nee          | Malaisie        | 452.60          | 10              | 441.65          | 12              | 79.05           | 78.20           | 49.50           | 79.20           | 76.50           | 75.00           | 437.45          | 10              |
| 11                                  | Alexandre Despatie    | Canada          | 458.55          | 9               | 472.80          | 8               | 72.00           | 80.85           | 81.00           | 83.30           | 74.10           | 22.10           | 413.35          | 11              |
| 12                                  | Javier Illana         | Espagne         | 460.35          | 8               | 458.05          | 10              | 70.50           | 86.70           | 55.10           | 42.00           | 35.70           | 81.60           | 371.60          | 12              |
| 13                                  | Francois Imbeau-Dulac | Canada          | 449.30          | 12              | 440.20          | 13              | Éliminé         | Éliminé         | Éliminé         | Éliminé         | Éliminé         | Éliminé         | Éliminé         | Éliminé         |
| 14                                  | Ievgueni Kouznetsov   | Russie          | 440.95          | 16              | 437.70          | 14              | Éliminé         | Éliminé         | Éliminé         | Éliminé         | Éliminé         | Éliminé         | Éliminé         | Éliminé         |
| 15                                  | Matthieu Rosset       | France          | 445.15          | 13              | 422.50          | 15              | Éliminé         | Éliminé         | Éliminé         | Éliminé         | Éliminé         | Éliminé         | Éliminé         | Éliminé         |
| 16                                  | Oleksiy Pryhorov      | Ukraine         | 439.80          | 17              | 414.15          | 16              | Éliminé         | Éliminé         | Éliminé         | Éliminé         | Éliminé         | Éliminé         | Éliminé         | Éliminé         |
| 17                                  | César Castro          | Brésil          | 441.90          | 14              | 388.40          | 17              | Éliminé         | Éliminé         | Éliminé         | Éliminé         | Éliminé         | Éliminé         | Éliminé         | Éliminé         |
| 18                                  | Chris Colwill         | États-Unis      | 461.35          | 7               | 339.80          | 18              | Éliminé         | Éliminé         | Éliminé         | Éliminé         | Éliminé         | Éliminé         | Éliminé         | Éliminé         |
| 19                                  | Huang Qiang           | Malaisie        | 433.85          | 19              | Éliminé         | Éliminé         | Éliminé         | Éliminé         | Éliminé         | Éliminé         | Éliminé         | Éliminé         | Éliminé         | Éliminé         |
| 20                                  | Michele Benedetti     | Italie          | 433.05          | 20              | Éliminé         | Éliminé         | Éliminé         | Éliminé         | Éliminé         | Éliminé         | Éliminé         | Éliminé         | Éliminé         | Éliminé         |
| 21                                  | Sebastian Villa       | Colombie        | 414.90          | 21              | Éliminé         | Éliminé         | Éliminé         | Éliminé         | Éliminé         | Éliminé         | Éliminé         | Éliminé         | Éliminé         | Éliminé         |
| 22                                  | Damien Cely           | France          | 413.30          | 22              | Éliminé         | Éliminé         | Éliminé         | Éliminé         | Éliminé         | Éliminé         | Éliminé         | Éliminé         | Éliminé         | Éliminé         |
| 23                                  | Daniel Islas Arroyo   | Mexique         | 410.60          | 23              | Éliminé         | Éliminé         | Éliminé         | Éliminé         | Éliminé         | Éliminé         | Éliminé         | Éliminé         | Éliminé         | Éliminé         |
| 24                                  | Tommaso Rinaldi       | Italie          | 400.00          | 24              | Éliminé         | Éliminé         | Éliminé         | Éliminé         | Éliminé         | Éliminé         | Éliminé         | Éliminé         | Éliminé         | Éliminé         |
| 25                                  | Robert Paez           | Venezuela       | 382.60          | 25              | Éliminé         | Éliminé         | Éliminé         | Éliminé         | Éliminé         | Éliminé         | Éliminé         | Éliminé         | Éliminé         | Éliminé         |
| 26                                  | Stefanos Paparounas   | Grèce           | 366.10          | 26              | Éliminé         | Éliminé         | Éliminé         | Éliminé         | Éliminé         | Éliminé         | Éliminé         | Éliminé         | Éliminé         | Éliminé         |
| 27                                  | Jack Laugher          | Grande-Bretagne | 330.00          | 27              | Éliminé         | Éliminé         | Éliminé         | Éliminé         | Éliminé         | Éliminé         | Éliminé         | Éliminé         | Éliminé         | Éliminé         |
| 28                                  | Edickson Contreras    | Venezuela       | 301.45          | 28              | Éliminé         | Éliminé         | Éliminé         | Éliminé         | Éliminé         | Éliminé         | Éliminé         | Éliminé         | Éliminé         | Éliminé         |
| –                                   | Stephan Feck          | Allemagne       | N'a pas terminé | N'a pas terminé | N'a pas terminé | N'a pas terminé | N'a pas terminé | N'a pas terminé | N'a pas terminé | N'a pas terminé | N'a pas terminé | N'a pas terminé | N'a pas terminé | N'a pas terminé |